# Orchistoma pileus
Orchistoma pileus is een hydroïdpoliep uit de familie Orchistomidae. De poliep komt uit het geslacht Orchistoma. Orchistoma pileus werd in 1843 voor het eerst wetenschappelijk beschreven door René Primevère Lesson.